# Četvrti križarski rat
Četvrti križarski rat (1202. – 1204.), pohod križara na Carigrad. Prvo osvajanje grada koji je bio u kršćanskim rukama zbilo se 17. srpnja 1203., a slijedio je pokolj i pljačka njegovih stanovnika – kršćana. Sve je to toliko oslabilo Bizant, da su Turci kasnije lako prodrli u Europu.
Započeo je na poticaj pape Inocenta III., a križare je na istok prevozila Mletačka Republika, zbog koje su križari svoje oružje okrenuli protiv samih kršćana. Kako nisu imali novca da plate prijevoz, na nagovor Mletačke Republike zauzeli su Zadar. Nakon toga im je Aleksije, sin bizantskog cara Izaka II. Angela, ponudio veliku otkupninu ako njegovom ocu vrate prijestolje. Križari su na nagovor Mletačke Republike to i učinili, ali Aleksije nije mogao ispuniti obećano jer je njegov otac prilikom bijega sa sobom ponio državnu blagajnu. Križari su nakon toga zauzeli Carigrad i ondje osnovali svoje Latinsko Carstvo koje se održalo do 1261. godine te vazalne križarske države Solunsko Kraljevstvo, Ahajska Kneževina i Atensko Vojvodstvo. Bizantinci su tada osnovali nekoliko malih država od kojih se ističu Nicejsko Carstvo, Epirska despotovina i Trapezuntsko Carstvo. Nicejci su 1261. zauzeli Carigrad i ponovno osnovali Bizantsko Carstvo pod dinastijom Paleologa. Bizantsko Carstvo nastavilo je postojati sve do 1453. kada su Turci Osmanlije, pod sultanom Mehmedom II. zauzeli Carigrad i preimenovali ga u Istanbul.